# Sparianthina parang
Sparianthina parang – gatunek pająków z rodziny spachaczowatych i podrodziny Heteropodinae.

## Taksonomia
Gatunek ten opisany został po raz pierwszy w 2011 roku przez Cristinę A. Rheims na łamach „Zootaxa”. Jako miejsce typowe wskazano okolice tamy na południowy zachód od Speyside na terenie Saint Paul Parish na wyspie Tobago. Epitet gatunkowy parang to nazwa lokalnego tańca ludowego.

## Morfologia
Samce osiągają od 4,5 do 5 mm długości ciała przy prosomie długości od 2,1 do 2,5 mm, samice zaś od 4,8 do 7,1 mm długości ciała przy prosomie długości od 2,4 do 3,4 mm. Karapaks jest ciemnopomarańczowy z brązowymi jamkami i promieniście się rozchodzącymi paskami oraz czarnymi obwódkami oczu. Ośmioro oczu rozmieszczonych jest w dwóch rzędach. W widoku grzbietowym oczy pary przednio-środkowej leżą bardziej z przodu niż pary przednio-bocznej, a oczy pary tylno-środkowej bardziej z przodu niż oczy pary tylno-bocznej. Ciemnopomarańczowe szczękoczułki oprócz zębów na przedniej i tylnej krawędzi mają ząbki intermarginalne na dnie bruzdy umieszczone w jednym szeregu. Warga dolna i szczęki mają barwę pomarańczową z bladopomarańczowym przodem. Sternum jest jasnopomarańczowe z przyciemnionymi brzegami. Odnóża są ciemnopomarańczowe. Kolejność ich par od najdłuższej do najkrótszej to u samca: II, I, IV, III, a u samicy: IV, I, II, III. Kolor opistosomy (odwłoka) jest brązowawoszary z parą brązowych wcisków na wierzchu tylnej połowy. Genitalia samicy mają epigyne z szerszym niż dłuższym przedsionkiem na przedzie, węższą niż u S. selenopides, znacznie dłuższą niż szeroką przegrodą środkową oraz stykającymi się z tyłu płatami bocznymi. Wulwa ma małe, zaokrąglone wyrostki gruczołowe, położone blisko otworów kopulacyjnych, bardzo długie przewody zapładniające oraz węższy niż u S. selenopides układ kanalików wewnętrznych. Nogogłaszczki samca mają jeden kolec grzbietowy i trzy przednio-boczne na goleni, nieco dłuższe od goleni cymbium z niewyraźnymi skopulami, trójkątną brzuszną apofizę goleni, nieco rozszerzoną w części odsiebnej i zaopatrzoną w dwa wyrostki grzbietowe apofizę retrolateralną goleni, wklęśniętą w części odsiebnej grzbietową apofizę tegularną, wykształcony w postaci długiej i przezroczystej blaszki konduktor oraz wydłużony i odsiebnie wklęśnięty wyrostek na zgrubiałej nasadzie embolusa.

## Rozprzestrzenienie
Pająk neotropikalny, endemiczny dla Trynidadu i Tobago, znany wyłącznie z lokalizacji typowej.